# 樂運
乐运（540年—？），字承业，南北朝时期的官员，南阳郡淯阳县（今河南省南阳市卧龙区南）人。南朝梁义阳郡太守乐均之子。
乐运年轻时喜好学问，广泛涉猎经书和史书。西魏恭帝元年（554年），西魏军队攻陷梁朝的江陵后，乐运被押送到长安。他的不少亲属沦为奴隶，乐运多年来受雇于人干活，才将亲属们赎身释放。此外，他因侍奉母亲和兄嫂十分孝顺而闻名。北周的天和元年（566年），乐运初任夏州总管府仓曹参军，后转任柱国府记室参军。不久，经临淄公唐瑾推荐，担任露门学士。他多次劝谏周武帝，其意见大多被采纳。建德二年（573年），被任命为万年县丞。武帝曾就皇太子宇文贇向乐运征求意见，乐运回答说 “（皇太子）是个中等资质的人”，还评论道：“就像齐桓公，如果有管仲辅佐就能成为霸主，若由竖刁辅佐就会扰乱国家，他既可以向善，也可以为恶。” 这个回答符合武帝的心意，乐运因此被提拔为京兆郡丞。宣政元年（578 年）武帝去世，宇文贇即位为周宣帝。宣帝在葬礼结束后就向天下宣告守丧期满，乐运认为这违背礼制，于是上奏劝谏，但未被宣帝采纳。由于宣帝接连颁布赦令，乐运援引古代典籍进行劝谏，可再次未被接受。他还陈述了宣帝的八项过失，触怒了宣帝，幸亏元岩从中调解，才得以获免。当时，郑译因乐运不肯接受他的私事请托而心怀不满。大象二年（580年），杨坚担任丞相，郑译任长史后，乐运被贬为广州滍阳县令。隋朝开皇五年（585年），他转任毛州高唐县令。由于性格刚直，乐运未在隋朝中央任职，他怀着愤懑之情，搜集了从夏、殷以来的劝谏事例，编撰成《谏苑》四十一卷。